# Carnifex (banda)
Carnifex es una banda estadounidense de Deathcore proveniente de San Diego, Estados Unidos. Formada en 2005, han lanzado seis álbumes hasta el momento, el sexto álbum Slow Death fue lanzado el 5 de agosto de 2016. El nombre de la banda deriva de la palabra Äúexecutioner; que literalmente significa "ejecutor".

## Historia

### Formación y primeras grabaciones (2005-2006)
Carnifex fue fundada a finales de 2005 en Fallbrook, California, con Scott Lewis (vocalista), Shawn Cameron (batería, teclados), Rick James (guitarra) y Kevin Vargas (bajo). Un demo homónimo fue grabado y lanzado con cinco canciones, con la intención de conseguir un contrato discográfico. Un segundo demo fue lanzado y vendido en conciertos locales y fue titulado Hope Dies. Durante septiembre de 2006, Rick James y Kevin Vargas dejaron la banda. Poco tiempo después, Steve McMahon se unió en el bajo, así como Travis Whiting en la guitarra. Carnifex lanzó un EP a finales de 2006, titulado Love Lies in Ashes, que fue lanzado a través de Enclave Records. Se vendió exclusivamente en conciertos y en tiendas en línea como iTunes antes de que el grupo comenzara a grabar su primer álbum debut de larga duración.

### Dead in My Arms(2007-2008)
Carnifex firmó con This City Is Burning Records en marzo de 2007 y grabó su álbum debut Dead in My Arms, con otro cambio de alineación; en marzo de 2007, Cory Arford reemplazó a Rick James. Durante la grabación de Dead in My Arms los integrantes fueron Scott Lewis (vocalista), Shawn Cameron (batería, teclados), Cory Arford (guitarra) y Steve McMahon (bajo). Dead in My Arms se lanzó el 12 de julio de 2007. Posteriormente, Carnifex comenzó a realizar giras de tiempo completo con el lanzamiento de esta grabación. Jake Anderson fue reclutado como segundo guitarrista desde julio hasta noviembre de 2007 para la gira. Durante este tiempo, la banda se encontraba de gira junto con bandas como Emmure, Whitechapel, MyChildren MyBride, entre otras. El éxito razonable de Dead in My Arms, y la prevalencia del género death metal en su totalidad, atrajeron la atención de Victory Records. En noviembre de 2007, después de la salida de Steve McMahon (bajo) y Jake Anderson (guitarra), Carnifex firmó un contrato con Victory ahora con los actuales miembros Fred Calderón (bajo) y Gudmunds Ryan (guitarra).

### The Diseased and the Poisoned(2008-2009)
El segundo álbum de Carnifex, The Diseased and The Poisoned fue lanzado el 4 de junio de 2008, y alcanzó el número 22 en la lista Billboard Top Hard Rock Albums.
Desde el lanzamiento de The Diseased and The Poisoned, Carnifex realizó giras por 22 países con bandas como The Black Dahlia Murder, Despised Icon, Obituary, Unleashed, Finntroll, Warbringer, Parkway Drive, Unearth, Architects, Whitechapel, Protest the Hero, Bleeding Through, Darkest Hour, e Impending Doom.

### Hell Chose Me(2009-2010)
El 28 de noviembre de 2009, Carnifex terminó la grabación de su tercer material de larga duración, Hell Chose Me, que dio lugar a su lanzamiento el 16 de febrero de 2010. La banda tocó en el Summer Slaughter Tour de 2010 para promocionar el álbum, junto a Unearth, All That Remains y As I Lay Dying en septiembre de 2010.

### Until I Feel Nothing(2011-2012)
Until I Feel Nothing fue lanzado el 24 de octubre de 2011, este tiene un estilo más death metal ya que usa el Blast beat como base.

### Die Without Hopey Slow Death (2013-presente)
El 10 de junio de 2013, Carnifex anunció su regreso después de un hiato de casi un año. El 9 de julio de 2013, el sello discográfico Nuclear Blast anunció que Carnifex había firmado un contrato discográfico y que lanzarían su quinto álbum de estudio titulado Die Without Hope. El 16 de enero de 2014 publican el sencillo Dragged Into The Grave en streaming a través del canal de YouTube de Nuclear Blast. El 3 de febrero, la banda publica en streaming a través del canal de YouTube de Nuclear Blast el segundo sencillo titulado Condemned to Decay.
El 5 de agosto de 2016 se publicará el sexto álbum de estudio titulado Slow Death, siendo el segundo bajo el sello discográfico de Nuclear Blast, que tiene un sonido más obscuro y pesado definiendo el estilo "Blackened Deathcore" por el cual el vocalista de la banda Scott Lewis hizo el siguiente comunicado: 
"Álbum número seis, más de 10 años como banda y tenemos más fuego y pasión que nunca. Este álbum formará nuestro nuevo género y será analizado como un álbum que marcará un movimiento hacia el metal oscuro y agresivo. Vamos a mostrarles a los que nos aman y a los que nos odian cómo de lejos estamos alcanzando nuestra ambición".

## Miembros

### Actuales
- Cory Arford – guitarra (2007–presente)
- Fred Calderon – bajo (2007–presente)
- Shawn Cameron – batería, teclados (2005–presente)
- Jordan Lockrey – guitarra (2013-presente)
- Scott Lewis – voz gutural (2005-presente)

### Anteriores
- Ryan Gudmunds – guitarra (2007-2012)
- Jake Anderson – guitarra (2007)
- Rick James – guitarra (2005–2007)
- Steve McMahon – bajo (2006–2007)
- Kevin Vargas – bajo (2005–2006)
- Travis Whiting – guitarra (2006)

Cronología